# Gemmula sikatunai
Gemmula sikatunai é uma espécie de gastrópode do gênero Gemmula, pertencente a família Turridae.